# I gryningens timmar
I gryningens timmar är en fransk film från 2010 regisserad av Roselyne Bosch och producerad av Alain Goldman. Medverkande skådespelare är bland andra Mélanie Laurent, Jean Reno, Sylvie Testud och Gad Elmaleh. Filmen handlar om en judisk pojke och en handfull personer under och efter Vélodrome d’Hiver-räden, en massarrestering av judar som utfördes av fransk polis i samarbete med nazisterna i Paris sommaren 1942.

## Handling
Den unga pojken Jo (Joseph Weismann) och hans familj blir tillsammans med 13 000 andra judar arresterade av den franska polisen och förda till sporthallen Vélodrome d'Hiver. Anna Traube, en 20-årig kvinna lyckas fly med falska papper men lämnar sin mor och syster kvar. Annette Monod, en nyutexaminerad protestantisk sjuksköterska, blir frivilligarbetare på velodromen och hjälper den judiska läkaren David Sheinbaum. Från velodromen blir Jo's familj, läkaren Sheinbaum och alla andra vuxna fångar förflyttade till interneringslägret i Beaune-la-Rolande. Sjuksköterskan Monod följer med och gör vad hon kan för att hjälpa barnen som blir undernärda, svaga och sjuka på grund av förhållandena i lägret.
Vuxna och föräldrar, och även läkaren Sheinbaum, skickas med tåg till så kallade "arbetsläger i öst". Sjuksköterskan Monod blir kvar tillsammans med barnen tills också barnen skickas iväg med förevändningen att de ska återförenas med sina föräldrar i öster. En del barn tror att de kommer att återförenas med sina föräldrar och blir glada, men Jo och en annan pojke, Pavel, flyr några dagar innan transporten.
Monod blir sjuk och får vård av en läkare som talar om för henne att alla som skickas iväg förs till förintelseläger där de gasas ihjäl. Efter kriget söker Monod efter överlevande på Hôtel Lutetia i Paris där många frigivna fångar från koncentrationsläger inkvarterats. Här hon hittar Jo, som har överlevt och ska adopteras av en familj, och en yngre pojke Noé, som hon också hade lärt känna i Vélodrome d'Hiver. Han hade på något sätt kommit bort från barngruppen och undkommit förintelsen.

## Verkliga personer
Flera av filmens karaktärer är verkliga personer, däribland pojken Jo, Joseph Weismann, och Anna Traube. I verkligheten lyckades Annas mor och syster fly till fadern som befann sig i Limoges. En annan verklig person är Annette Monod, men läkaren David Sheinbaum, som spelas av Jean Reno, är en sammansättning av flera läkare.

## Rollista
- Hugo Leverdez som den judiska pojken Joseph Weismann (11 år)
- Den verkliga Joseph Weismann (80 år) som den gamle mannen
- Raphaëlle Agogué som Sura Weismann
- Gad Elmaleh som Schmuel Weismann
- Sylvie Testud som Bella Zygler
- Oliver Cywie som Simon Zygler
- Mathieu och Romain Di Concetto som Noé Zygler
- Adèle Exarchopoulos som Anna Traube (20 år)
- Anne Brochet som Dina Traube
- Catherine Allégret som concierge Tati
- Isabelle Gélinas som Hélène Timonier
- Barnabás Réti som Monsieur Goldstein
- Mélanie Laurent som protestantiska sjuksköterskan Annette Monod
- Jean Reno som läkare David Sheinbaum
- Thierry Frémont som brandchef Capitaine Pierret
- Catherine Hosmalin som bagarens hustru
- Iván Fenyő som Gradé allemand Müller
- Udo Schenk som Adolf Hitler
- Thomas Darchinger som Heinrich Himmler
- Holger Daemgen som Helmut Knochen
- Dr. Roland Copé som marskalk Philippe Pétain
- Jean-Michel Noirey som premiärminister Pierre Laval
- Frederic Moulin som Lavals ersättare René Bousquet
- Patrick Courtois som Emile Hennequin, Paris polischef
- Christelle Cornil som Jacqueline
- Denis Menochet som Corot, fånglägrets kommendant

## Musik
- "Clair de lune" av Claude Debussy
- "Valse N°17" av Frédéric Chopin
- "Paris" av Edith Piaf
- "Tombé du ciel" av Charles Trénet
- "Insensiblement", och "Quand un Vicomte", av Ray Ventura
- "Tout en flanant" av André Claveau
- "La Savane" av Louis Moreau Gottschalk
- "Concerto de L'adieu" av Georges Delerue
- "Concerto pour Violon", av Philip Glass

## Produktion

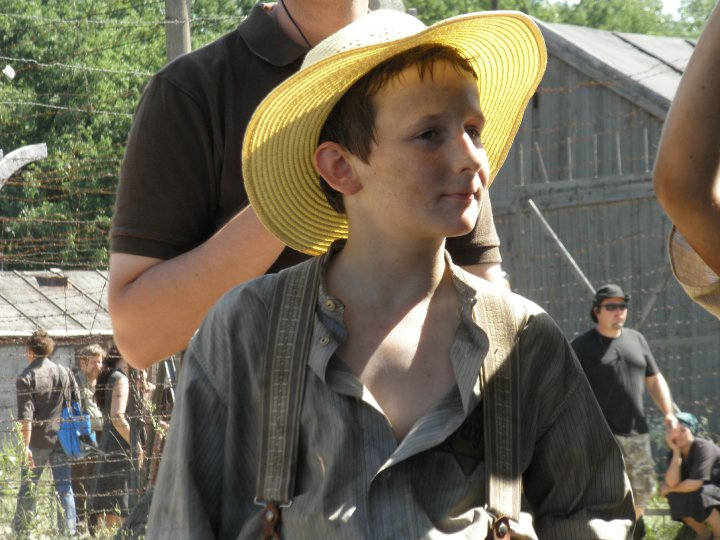
Oliver Cywie under inspelningen av I gryningens timmar.

Regissören Roselyne Bosch skulle först göra en film om händelserna runt rafle du Vel' d'Hiv för att hon sympatiserade med offren. Hennes mans släkt är judisk och kommer från Montmartre nära där familjen Weismann bodde, Hennes far hade varit internerad i fångläger under Francisco Franco, så hon kände sig bekant med filmens ämne, förhållanden då människor förföljs och fängslas. När hon gjorde efterforskningar inför filmen hittade hon överlevarna Joseph Weismann och Annette Monod vars minnen kom att bli grunden i manus. Bosch bestämde sig då för att bara skildra verkliga personer i filmen. 
Bosch erbjöd Gad Elmaleh rollen som Josephs pappa, Schmuel Weismann. Elmaleh accepterade den seriösa och dramatiska rollen efter att ha läst manus. Skådespelerskan Mélanie Laurent fick rollen som röda korsetarbetaren Annette Monod. Regissörens make Alain Goldman var producent.
Inspelningen började i maj 2009 och varade i 13 veckor. Filmen krävde så mycket som 9 000 statister, och kulisser av Vélodrome d' hiver och ett koncentrationsläger återskapades i Ungern för inspelningen.

## Lansering
Premiären i Frankrike, Belgien, Luxemburg och Schweiz ägde rum den 10 mars 2010. I Sverige hade filmen premiär 8 oktober 2010.

### Box office
I gryningens timmar eller La Rafle nådde första plats premiärhelgen, rankad före Shutter Island av Box Office i Frankrike. I Frankrike hade den tre miljoner biobesökare och överträffade därmed andra filmer om förintelsen som till exempel The Pianist och Schindler's List. Ytterligare 7 miljoner personer såg filmen på den franska TV-premiären och filmen blev vald som främsta franska film i TF1-omröstningen det året.

### Digital media
DVD:n släpptes i Frankrike den 7 september 2010 och höll sig på första plats i tre veckor under 2011.[källa behövs] Filmen släpptes även på den amerikanska iTunes Store den 14 maj 2013.

## Kritikers mottagande
Filmen fick mycket positiv men även negativ kritik förekom.
- Le Nouvel Observateur (François Forestier, "La Rafle" [archive], Nouvelobs.com, 2011) skrev att filmen var en modig film... med en emotionell kvalitet utöver det vanliga: det är omöjligt att förbli okänslig när man ser denna skamliga historia. Filmen hedrar fransk film.
- Figaroscope (Le Figaro, Top 10 du cinéma, 19 mars 2010): Regissören filmar genom barnens ögon... Hennes känsliga och noggranna måleri rör sig utan att ta i för mycket.
- Journal du Dimanche (Carlos Gomez): Känslan går crescendo, utan prål och stadigt med värdighet.
- Paris Match (Alain Spira): Stjärnorna i filmen är barnen, i all sin överväldigande äkthet. För att filma denna tragedi håller Rose Bosch både ett rimligt avstånd och ger filmen otrolig intensitet.
- Ouest-France: Imponerande, spektakulär och gripande... Jean Reno, Sylvie Testud och Melanie Laurent spelar med en uppriktighet som dikteras av ämnet självt.
- L'Express (Emmanuelle Cirodde): Både Schindlers List och The Pianist beskrev ensamma karaktärer. Rose Bosch väljer att beskriva vanliga människor, särskilt barn.
- Amerikanska Variety (variety.com, 11 mars 2010), säger With impeccable production values and all-around stirring performances, pic emphasizes the unbearable emotions caused by events, even the most extreme, that actually happened, though it often oversimplifies them into a framework of good vs. evil. Following wide local release March 10, this €20 million ($27 million) co-production should round up ample worldwide biz.
- The Guardian (Peter Bradshaw, 2010): Ett rättframt, hjärtskärande drama om den nazistiska ockupationen av Frankrike.

Andra medier var mindre entusiastiska, till exempel:
- Telerama ställde frågan: Kan skräck beskrivas?

## Kontroverser
I en intervju av den franska tidningen Les années laser i september 2010 jämförde Roselyne Bosch folk som inte gråter när de ser filmen med "bortskämda barn", eller cyniker som "ser mänskliga känslor som en brist eller svaghet", precis "som Hitler gjorde". Hennes uttalande blev starkt kritiserat i fransk media, och av biografsajten Selenie som anklagade henne för "att säga en av de mest korkade sakerna de senaste åren". Roselyne Bosch stämde webbsajten för förtal, men fallet avvisades i april 2013. Enligt parisdomstolen gick kritiken inte över gränsen för yttrandefriheten.